# Lúcio Aurélio Orestes (cônsul em 157 a.C.)
Lúcio Aurélio Orestes (em latim: Lucius Aurelius Orestes) foi um político da gente Aurélia da República Romana eleito cônsul em 157 a.C. com Sexto Júlio César. Lúcio Aurélio Orestes, cônsul em 126 a.C., era seu filho.

## Primeiros anos e consulado (157 a.C.)

Mapa da Liga Acaia em

Em 163 a.C., foi enviado com dois colegas, Cneu Otávio e Espúrio Lucrécio, até a Síria Selêucida para reforçar, em nome do senado, os termos do tratado firmado com Antíoco III no final da Guerra romano-síria, pois o país estava imerso no caos decorrente da pouca idade do herdeiro de Antíoco, Antíoco V Eupátor. Foi pretor em 160 a.C. ou antes e foi eleito cônsul em 157 a.C. com Sexto Júlio César. Do seu período de governo não fica lembrança de nenhum fato especial.

## Guerra contra a Liga Acaia
Em 148 a.C., Aurélio participou de uma missão diplomática enviada pelo Senado até a Grécia. A Macedônia estava sob controle romano desde o final da Terceira Guerra Macedônica (171-168 a.C.) e se se revoltou sob a liderança de Andrisco. Os romanos venceram facilmente e anexaram a Macedônia, desta vez como a nova província romana da Macedônia.
A Liga Acaia, uma federação de diversas cidades-estado gregas, se mobilizou para uma guerra contra Roma. Em 146 a.C., Orestes teve a dupla missão de garantir que a Liga atenderia aos pedidos de autonomia de Esparta e parasse com as provocações. Ele levou as demandas até o Senado grego em Corinto, onde estava reunida a Assembleia federal da Liga Acaia, mas foi maltratado pelos aqueus, o que levou à guerra Guerra Acaia, da qual Orestes participou como tribuno militar. Estava a serviço do cônsul Lúcio Múmio Acaico quando ele conquistou e destruiu Corinto, anexando a Acaia ao território romano.